# Ландасури Рикеттс, Хуан
Хуа́н Ланда́сури Ри́кеттс (исп. Juan Landázuri Ricketts; 19 декабря 1913, Арекипа, Перу — 16 января 1997, Лима, Перу) — перуанский кардинал, францисканец. Титулярный архиепископ Роины и коадъютор sedi datus Лимы с 18 мая 1952 по 27 ноября 1954. Архиепископ Лимы и примас Перу с 2 мая 1955 по 30 декабря 1989. Кардинал-священник с 19 марта 1962, с титулом церкви Санта-Мария-ин-Арачели с 22 марта 1962.